# 觸指鉤棘杜父魚
觸指鉤棘杜父魚，為輻鰭魚綱鮋形目杜父魚亞目杜父魚科的其中一種。分布於西北太平洋區，包括日本北海道北部及千島群島南部的海域，屬底棲性魚類，深度約水深0至30公尺，體長可達8公分，可做為食用魚。